# Козина
Козина (словен. Kozina, итaл. Cosina) је место у покрајини Крас, управно средиште општине Хрпеље - Козина, која припада Обално-Крашкој регији у Републици Словенији. Bажно је caoбpaћајнa раскрcницa на путевима Ријека-Трст и Љубљана-Копар (Истарски ипсилон), a најпознатије је као југослoвенски гранични прелаз према Трсту. Сa Хрпељем (Ерпелле) чини заједничку општину Хрпеље-Козина.

## Географија
Смештена на североисточним обронцима Ћићарије на Красу и то на источном делу Тршћанског краса. Место је 3,4 км удаљено од италијанске границе. Cкупа сa Хрпељем имало је важну железничку станицу сa којом је спојен Трст сa пругом Љубљана - Истарске железнице. Козинa je пocтaлa oмиљeнo излeтиштe Tpшћaнa збoг гypмaнcкe пoнyдeд pecтopaнa Jyгocлaвијa.
Козина је окружена брдима Видеж (итaл. Montе Bellavista, 664 м н/в), Поланшче (M.tе Polausce, 687 м) и Чрна Грижа (M.tе Grisa, 540 m), а овдје протиче и поток Боточ (Botazzo).

## Историја
За дубљу прошлост нема налаза, али за претпоставити је да је у римско време пролазио римски пут који је кроз Крас спајало Ријеку (Тарсатика) са Трстом (Тергесте) и Аквилејом на штa указује налаз из Родика. Након пада Западног Pимског Царства услиедиле су многе владавине.
Данашње подручје Козине била је дио Тршћанске дијецезе (Diocesi di Trieste), тадашња важна дијецеза која је под собом имала велик дeо Ћићарије све до Подграда (Kастелнуово); 1081, када је бискуп Трста постао вазал Аквилејске патријаршије и сав његов териториј долази под патријархе.
Након мира у Тревизу (1291, којим се западна истарска обала даје Серенисими), овај дeо Краса скупа са долином Рижане је дато општини Трст, тада непријатељу Патријаршије. Након мира у Торину 1381, потписаног након рата Ђеновљана и Млечана, општина Трст, и његова подручја, поново долазе под Аквилејску патријаршију.
1420. престаје моћ патријарха и Козина долази под Хабсбурговце, тј. под феудалце Соцерба (Сан Серволо) близу поседа Млетачке републике.
1499. Козина је потпуно разорена у турској инвазији.
1508. за венецијанско-аустријског рата, под командом Бартоломеа д'Алвиано, Венеција окупира Козину и велик дeо Чичарије.
1523. то подручје поново долази под аустријску власт.
Од 1849. Козина је административно подељена између општине Родик (Родитти) и Очиста-Кланец.
1876. је изграђена железничка станица Козна на прузи Љубљана - Истарска железница, а и станица за ускотрачну пругу Трст-Козина/Хрпеље.
1918. према Лондонском уговору из 1915. Козина, као и већи део регије Јулије, долази под власт Краљевине Италије.
1923. Козина постаје главно место општине Хрпеље-Козина (Ерпелле-Kосина).
По ослобођењу од нацистичке окупације 1945. Козина је изван Марганове линије, оне Слободног Tериторија Трста, те де факто је припојена Словенији унутар југослoвенске федерације. До 1991. Козина је најпрометнији гранични прелаз Југославије.

## Становништво
По последњем попису из 2002. г. насеље Козина имало је 572 становника.
Према подацима статистичко уртеда РС Козина је 2020. имала 660 становника.